# آبندانک
ابندانک، روستایی است از توابع بخش مرکزی شهرستان نوشهر در استان مازندران ایران.

## جمعیت
این روستا در دهستان خیرودکنار قرار دارد و براساس سرشماری مرکز آمار ایران در سال ۱۳۸۵، جمعیت آن ۸۷۴ نفر (۲۲۷خانوار) بوده‌است. مردم ابندانک از قومیت طبری هستند. مردم ابندانک به زبان طبری و گویش کجوری سخن می‌گویند.